# قريبة بنت أبي قحافة
قُرَيبة بنت أبي قُحَافة بن عامر بن عمرو التيمية القرشية صحابية من أهل مكة، وهي أخت الخليفة الراشدي أبو بكر الصديق أحد العشرة المبشرون بالجنة. تزوجها قيس بن سعد بن عبادة الأنصاري.

## نسبها
- هي قُرَيبة بنت أبي قحافة بن عامر بن عمرو بن كعب بن سعد بن تيم بن مرة التيمية القرشية الكنانية.[3]
- أمها هي هند بنت نُقَيد بن بُجَير بن عبد بن قصي بن كلاب القرشية الكنانية.